# 1. Klavierkonzert (Tschaikowski)

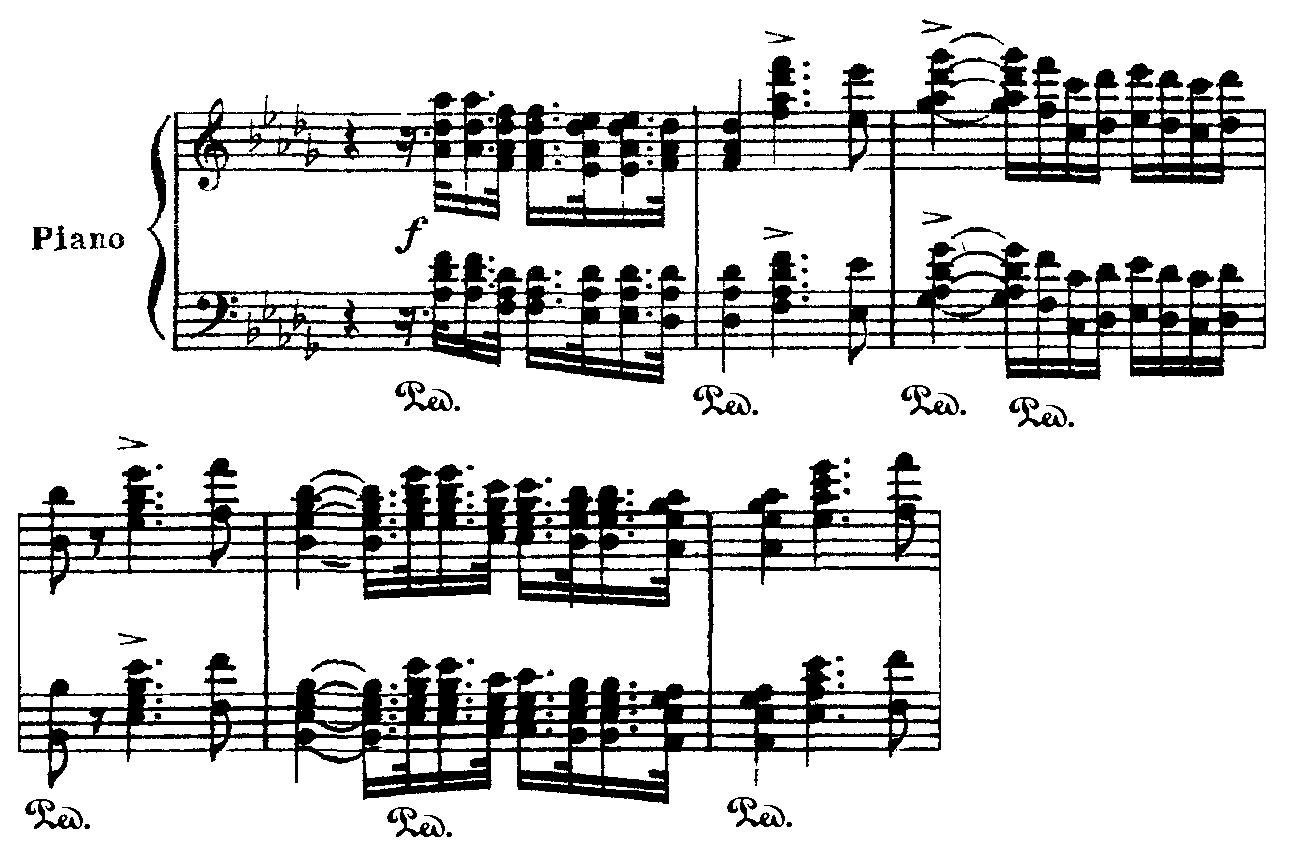

Das 1. Klavierkonzert op. 23 in b-Moll von Pjotr Iljitsch Tschaikowski entstand 1874 und wurde am 25. Oktober 1875 in Boston mit Hans von Bülow (dem das Konzert gewidmet ist) am Klavier uraufgeführt.

## Hintergrund

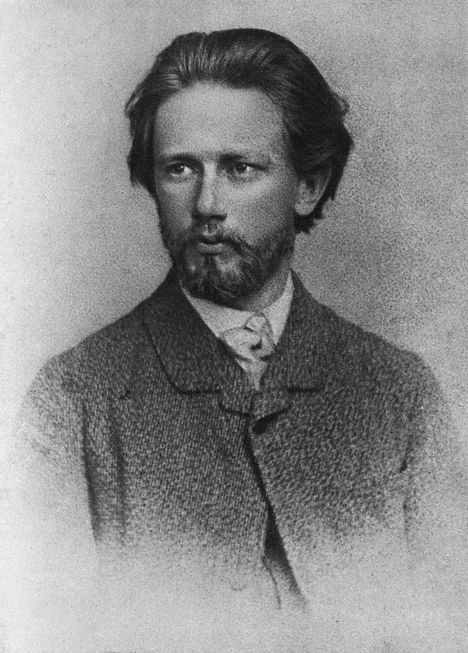
Pjotr Iljitsch Tschaikowski (1868)

Ursprünglich wollte Tschaikowski das Klavierkonzert seinem Freund und Mentor Nikolai Rubinstein widmen, dem er viel zu verdanken hatte, hatte dieser ihm doch nicht nur eine musikalische Ausbildung ermöglicht, sondern dem mittellosen Tschaikowski auch einige Jahre kostenlos Unterkunft und Verpflegung geboten. Als er es Rubinstein am Klavier vorspielte, äußerte dieser lediglich maßlose Kritik und Verachtung, nannte das Werk unrettbar, riet Tschaikowski aber schließlich, es gründlich umzuarbeiten. Rubinsteins Reaktion ging Tschaikowski so sehr zu Herzen, dass er sich noch Jahre später in einem Brief an seine Gönnerin Nadeschda von Meck (1831–1894) mit Entsetzen an diese Szene erinnerte:

„Ich spielte den ersten Satz. Nicht ein Wort, nicht eine Bemerkung … Ich fand die Kraft, das Konzert ganz durchzuspielen. Weiterhin Schweigen. ‚Nun?‘ fragte ich, als ich mich vom Klavier erhob. Da ergoss sich ein Strom von Worten aus Rubinsteins Mund. Sanft zunächst, wie wenn er Kraft sammeln wollte, und schließlich ausbrechend mit der Gewalt des Jupiter Tonans. Mein Konzert sei wertlos, völlig unspielbar. Die Passagen seien so bruchstückhaft, unzusammenhängend und armselig komponiert, dass es nicht einmal mit Verbesserungen getan sei. Die Komposition selbst sei schlecht, trivial, vulgär. Hier und da hätte ich von anderen stibitzt. Ein oder zwei Seiten vielleicht seien wert, gerettet zu werden; das Übrige müsse vernichtet oder völlig neu komponiert werden.“

Tschaikowski änderte an dem Konzert nicht eine Note, sondern schickte es dem Pianisten und Dirigenten Hans von Bülow mit der Bitte zu, sich ein Urteil zu bilden. Dieser hatte an dem Konzert nichts auszusetzen und antwortete dem Komponisten: „Ich bin stolz auf die Ehre, die Sie mir mit der Widmung dieses herrlichen Kunstwerkes erwiesen haben, das hinreißend in jeder Hinsicht ist.“ Anschließend ließ er es vom Orchester einstudieren und saß bei der Uraufführung 1875 in Boston persönlich am Klavier. Zu wahrem Erfolg verhalf ihm dann doch noch Rubinstein, der seine Meinung zu dem Werk geändert hatte und 1878 eine legendäre Aufführung in Paris gab. Von dort trat das Werk einen regelrechten Siegeszug an; es wurde zu dem am häufigsten eingespielten Klavierkonzert überhaupt und wird darin bis heute von keinem anderen Konzert übertroffen.
Es sind drei Fassungen des Konzerts aus der Hand Tschaikowskis überliefert, von denen er je noch eine Fassung für zwei Klaviere herstellte.
- 1874–75: Komposition der ersten Fassung, November 1874 bis 21. Februar 1875 in Kamenka.
- 1875, 25. Oktober: Uraufführung in der Boston Music Hall durch Hans von Bülow (Klavier) und Benjamin Johnson Lang (Dirigent).
- 1875: Fassung für zwei Klaviere. Druck der Orchesterstimmen und der Fassung für zwei Klaviere bei P. Jürgenson in Moskau.
- 1876–79: Komposition der zweiten Fassung. Die Änderungen betreffen den Klavierpart des ersten Satzes nach Hinweisen von Edward Dannreuther, Hans von Bülow und Karl Klindworth.
- 1879, August: Erstdruck der Partitur, Druck der Stimmen und des Solo-Parts der zweiten Fassung.
- 1880: Druck der zweiten Fassung für zwei Klaviere bei D. Rahter in Hamburg.
- 1884, 29. November: Uraufführung der zweiten Fassung in der Russischen Musik-Gesellschaft St. Petersburg durch Natalia Kalinowskaja-Tschikachewa (Klavier) und Nikolai Rimski-Korsakow (Dirigent).
- 1888: Komposition der heute meist verwendeten dritten Fassung. Die Änderungen bestehen in der Kürzung des dritten Satzes um zehn Takte.
- 1888, 20. Januar: Uraufführung der dritten Fassung in der Philharmonischen Gesellschaft Hamburg durch Wassili Lwowitsch Sapelnikow (Klavier) und Pjotr Tschaikowski (Dirigent).
- 1890 oder später: Erstdruck der dritten Fassung bei P. Jürgenson in Moskau. Die Tempoänderungen im ersten und zweiten Satz sind möglicherweise nicht von Tschaikowski autorisiert.
- 1955: Erstdruck der ersten Fassung als Bd. 28 der ersten Tschaikowski-Gesamtausgabe.

## Das Werk
Welch großer Beliebtheit sich das Konzert nicht nur unter Liebhabern der sog. klassischen Musik erfreut, zeigt auch die Tatsache, dass seine Einspielung durch den Pianisten Van Cliburn als Schallplatte Ende 1961 mehr als eine Million Mal verkauft wurde, ein bis dahin von keinem anderen klassischen Werk erreichter Rekord. Die Begeisterung für das Werk dürfte maßgeblich durch das Eingangsthema des ersten Satzes geprägt sein, das vom Klavier mit wuchtigen, über alle 7½ Oktaven reichenden Akkorden begleitet wird.
Die Satzbezeichnungen des Konzerts lauten:
1. Allegro non troppo e molto maestoso
2. Andantino semplice
3. Allegro con fuoco

### Der Kopfsatz
Der Kopfsatz des Konzerts weicht von der in der Wiener Klassik geprägten Form des Sonatenhauptsatzes ab. Er beginnt in Des-Dur, der Paralleltonart zu b-Moll, mit einer weit ausladenden pathetischen Einleitung, die fast schon als eigenes Thema gelten kann und anfänglich den Eindruck erweckt, hier handele es sich um ein Konzert in Des-Dur. Dieses Anfangsthema hat sein triumphales Gegenstück in der Coda des dritten Satzes, wodurch ein zwingender dramaturgischer Bezug und ein großer inhaltlicher Bogen von Anfang bis Ende des Werkes entsteht.
Geprägt ist diese Einleitung (Anfangsteil) durch eine vom Orchester intonierte Melodie, die vom Klavier mit wuchtigen, sich über die 7½ Oktaven der Klaviatur erstreckenden Akkorden begleitet wird. Bereits in diesem Teil gibt es eine dem Charakter einer Kadenz ähnelnde Passage (Takt 40), in welcher das Klavier einen solistischen Part hat.
Der Einleitung folgen nacheinander die zwei kopfsatztypischen Themen: Das dynamische Thema in b-Moll (Takt 108) ist unisono in rechter wie linker Hand gehalten, beginnt triolisch (dieses Thema ist ein russisches Volkslied) und erfährt eine erste Durchführung durch Auflösung der Triolen in Sechzehntel-Bewegungen (Takt 160) noch vor Einsatz des zweiten, lyrischen Themas (Takt 184). Dieses wiederum ist verwoben mit einem dritten Thema (Takt 205), das eigentlich eher als ein Themenbruchstück beginnt, in der Durchführung aber gleichwertig neben den zwei Hauptthemen behandelt wird. Die Reprise kommt etwas überraschend im Wiederaufgreifen des dynamischen, zu Sechzehntel-Noten aufgelösten ersten Themas (Takt 445). Die solistische Kadenz (Takt 539) hat das dritte und schließlich das zweite Thema zum Schwerpunkt und führt in die Schluss-Sequenz, in welcher Klavier und Orchester den Satz mit dem dritten Thema ausklingen lassen. Der Kopfsatz endet in der Tonart B-Dur.

### Der 2. Satz
Der zweite Satz in Des-Dur beginnt mit einer solistischen Melodie in der Querflöte, die vom Klavier aufgegriffen wird. In scharfem Kontrast zu diesem lyrischen Thema steht in der Mitte des 2. Satzes ein schneller Abschnitt über die französische Chansonette „Il faut s’amuser, danser et rire“ (Man muss sich vergnügen, tanzen und lachen). Dieses Lied im Satzmittelpunkt bildet gleichsam die Spiegelachse einer Symmetrie, denn am Ende wird das Eingangsthema wieder aufgegriffen und von Klavier und Oboe zu Ende geführt.

### Der 3. Satz

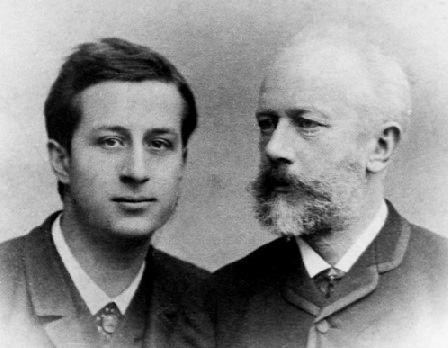
Alexander Siloti und Pjotr Tschaikowski

Der dritte Satz ist in Form eines Rondos angelegt, seine Themen haben ihren Ursprung in russischen Volkstänzen. Das erste Thema kehrt im Wechselspiel zwischen Klavier und Orchester immer wieder. Dazwischenliegende Passagen aus Läufen und akkordischen Sprüngen verlangen dem Solisten einiges an Können ab und verleihen dem Schlusssatz seine Brillanz. Der Pianist Alexander Siloti, ein Cousin Sergei Rachmaninows, hat aufgrund der übermäßigen Länge des Satzes eine Bearbeitung in Form einer drastischen Kürzung einer Passage vorgenommen. Noch heute wird das Konzert meist in dieser verkürzten Version aufgeführt.

## Besetzung
Die Besetzung besteht aus 2 Flöten, 2 Oboen, 2 Klarinetten, 2 Fagotte, 4 Hörnern, 2 Trompeten, 3 Posaunen (2 Tenor- und 1 Bass-), Pauke, Solopiano und Streichern.

## Die Einspielungen
Fast jeder Pianist hat sich dem 1. Klavierkonzert von Tschaikowski einmal gewidmet, so dass eine Aufzählung ausufern würde. Der Pianist Andrei Hoteev, der die Urfassung verwendet, spielt im dritten Satz des Konzerts Passagen, die in der üblicherweise verwendeten späteren Fassung nicht mehr erscheinen.

## Tonaufnahmen
- Van Cliburn, Klavier; Moskauer Staatliches Akademisches Sinfonieorchester unter der Leitung von Kirill Kondraschin; 1958
- Swjatoslaw Richter, Klavier; Wiener Symphoniker unter der Leitung von Herbert von Karajan; 1962
- Emil Gilels, Klavier; The New Philharmonia Orchestra unter der Leitung von Lorin Maazel; 1974
- Lasar Naumowitsch Berman, Klavier; Berliner Philharmoniker unter der Leitung von Herbert von Karajan; 1976
- Viktoria Postnikova, Klavier; Wiener Symphoniker unter der Leitung von Gennadij Roshdestwendskij; 1983
- Ivo Pogorelich, Klavier; London Symphony Orchestra unter der Leitung von Claudio Abbado; 1986